# Acentuação (música)
A acentuação, em música, constitui um dos elementos de expressão musical. Tal como se acontece na linguagem, onde certas frases, palavras ou sílabas devem ser ditas ou escritas de determinada maneira para expressar diferentes sentidos, na música determinadas notas na frase musical deverão ser acentuadas para conseguir efeitos particulares, segundo o disponha a obra. Basicamente trata-se de produzir alguns sons mais fortes que outros.
A nota acentuada é aquela sobre a qual recai um peso distinto da intensidade: na notação musical, um acento é uma marca que indica que uma nota deverá ser reproduzida com maior intensidade que outras (ou seja, que audivelmente deverá ser destacada das notas não acentuadas). Por consequência, também pode designar-se como acento a nota acentuada em si.
O acento recai sempre no primeiro tempo do compasso (no caso binário e ternário), e no primeiro e terceiro no caso do compasso quaternário, permitindo a divisão do trecho rítmico.
Esta acentuação é indicada por meio de sinais e termos correspondentes, a saber.

## Tipos de acentos

### Acentos métricos

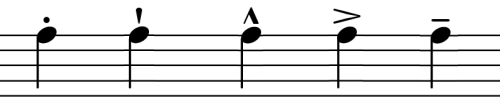
Notas acentuadas

É o que é inerente à organização rítmica da música. Cai sobre o primeiro tempo de cada compasso. Por seu lado, dentro do compasso há subacentos que se situam no início de cada tempo.

### Acentos expressivos ou dinâmicos
São sons mais fortes que não coincidem necessariamente com o acento métrico e que o compositor situa livremente.
Estes escrevem-se com diversos sinais na partitura acima ou abaixo da nota.

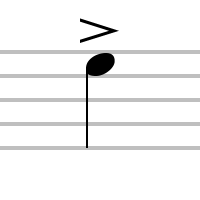
Sinal de "marcato" sobre a nota

São representados em cima da nota com:>  . e -

## Terminologia
São palavras, em italiano, que indicam ao executante a intenção ou o sentido que o compositor quis colocar na sua obra. Da devida atenção a estes términos se dará à execução da obra a expressão correspondente:
| Termo       | Abreviatura | Significado                             |
| ----------- | ----------- | --------------------------------------- |
| Piano forte | pf          | Débil a primeira nota, forte a seguinte |
| Forte piano | fp          | Forte a primeira nota, débil a seguinte |
| Marcato     | Marc.       | Marcado                                 |
| Rinforzando | Rinf ou Rfz | Reforçar o som                          |
| Pesante     | Pes.        | Pesado                                  |
| Sforzando   | Sfz         | Força repentina                         |